# Ödeshög
Ödeshög este un oraș în Suedia.

## Demografie
| \| Evoluția demografică a zonei urbane Ödeshög, 1970–2015 \| Evoluția demografică a zonei urbane Ödeshög, 1970–2015 \| Evoluția demografică a zonei urbane Ödeshög, 1970–2015 \| Evoluția demografică a zonei urbane Ödeshög, 1970–2015 \| Evoluția demografică a zonei urbane Ödeshög, 1970–2015 \| \| --------------------------------------------------------------------------------------- \| ------------------------------------------------------ \| ------------------------------------------------------ \| ------------------------------------------------------ \| ------------------------------------------------------ \| \| An \| \| \| Locuitori \| \| \| 1970 \| 1970 \| \| 2.572 \| 2.572 \| \| 1975 \| 1975 \| \| 2.709 \| 2.709 \| \| 1980 \| 1980 \| \| 2.990 \| 2.990 \| \| 1990 \| 1990 \| \| 2.815 \| 2.815 \| \| 1995 \| 1995 \| \| 2.866 \| 2.866 \| \| 2000 \| 2000 \| \| 2.768 \| 2.768 \| \| 2005 \| 2005 \| \| 2.651 \| 2.651 \| \| 2010 \| 2010 \| \| 2.572 \| 2.572 \| \| 2015 \| 2015 \| \| 2.554 \| 2.554 \| \| Sursa: SCB - Statistika Centralbyrån, Folkmängden per tätort. Vart femte år 1960 - 2016 \| \| \| \| \| |      |  |           |       |
| Evoluția demografică a zonei urbane Ödeshög, 1970–2015 |      |  |           |       |
| An |      |  | Locuitori |       |
| 1970 | 1970 |  | 2.572     | 2.572 |
| 1975 | 1975 |  | 2.709     | 2.709 |
| 1980 | 1980 |  | 2.990     | 2.990 |
| 1990 | 1990 |  | 2.815     | 2.815 |
| 1995 | 1995 |  | 2.866     | 2.866 |
| 2000 | 2000 |  | 2.768     | 2.768 |
| 2005 | 2005 |  | 2.651     | 2.651 |
| 2010 | 2010 |  | 2.572     | 2.572 |
| 2015 | 2015 |  | 2.554     | 2.554 |
| Sursa: SCB - Statistika Centralbyrån, Folkmängden per tätort. Vart femte år 1960 - 2016 |      |  |           |       |